# فرنسيسكو أنطونيو بافون
فرنسيسكو أنطونيو بافون (بالإسبانية: Francisco Antonio Pavón)‏ (28 يناير 1977 بلا سيبا في هندوراس - ) هو لاعب كرة قدم هندوراسي في مركز الوسط، شارك في الألعاب الأولمبية الصيفية 2000. وشارك مع منتخب هندوراس لكرة القدم. أما مع النوادي، فقد لعب مع نادي موتاجوا ‏ ونادي بلاتنسي وأتليتكو بلاتينسي ‏ ونادي بيدا ونادي فيكتوريا وBSV Bad Bleiberg ‏ وديبورتيفو بيتابا.

## وصلات خارجية
- فرنسيسكو أنطونيو بافون على موقع الاتحاد الدولي (مؤرشف)  (الإنجليزية)
- فرنسيسكو أنطونيو بافون على موقع قاعدة بيانات كرة القدم.إي يو (الإنجليزية)
- فرنسيسكو أنطونيو بافون على موقع ناشيونال فوتبول تيمز (الإنجليزية)
- فرنسيسكو أنطونيو بافون على موقع عالم كرة القدم.نت (الإنجليزية)
- فرنسيسكو أنطونيو بافون على موقع أوليمبيديا (الإنجليزية)